# Monument à la mission Marchand
Le monument à la mission Marchand est un monument de Paris, en France, commémorant la mission Congo-Nil menée en 1898–1899 par le commandant Jean-Baptiste Marchand. Il est également connu comme monument au commandant Marchand ou monument à Jean-Baptiste Marchand.

## Description
Situé avenue Daumesnil, en bordure du bois de Vincennes, dans le 12e arrondissement, le monument prend la forme d'un mur de pierre d'environ 10 m de long. L'une des faces du mur est sculptée d'un haut-relief représentant le corps expéditionnaire de Jean-Baptiste Marchand, stylisé par 6 militaires français et 6 tirailleurs sénégalais. Les personnages sont vus de profil à la manière des reliefs de la colonne Trajane, et évoluent de gauche à droite, correspondant à la progression d'Ouest en Est de la mission Marchand à travers le continent africain représenté en arrière-plan.
Les militaires français sont en uniforme, avec un casque colonial pour trois d'entre eux. Les tirailleurs sénégalais sont pieds nus et vêtus de manière plus légère, jusqu'à un simple pagne pour les trois porteurs parmi eux. Ainsi dépeints presque nus, laissant apparaitre leur musculature, ils sont réduits à leur force de travail dans une fonction subalterne, selon le stéréotype raciste qui présidait à l'entreprise coloniale.
L'un des soldats français est représenté comme un médecin militaire, assis sur un tabouret au pied d'un tirailleur sénégalais dont il soigne la jambe blessée, faisant œuvre de propagande pour la prétendue mission civilisatrice.
Derrière eux, un fond de carte décrit les étapes successives de leur expédition : Loango, départ de l'expédition en juin 1896, Brazzaville, le Congo français, Bangui, l'Oubangui-Chari, Bangasso, Tamboura, le Bahr el-Ghazal et finalement Fachoda, fin de l'expédition le 10 juillet 1898. Djibouti, zone de repli de l'expédition après son évacuation en mai 1899, est mentionné à l'extrême-droite de l'expédition.
Sur la droite du monument, un bouclier de bronze recense les membres de l'expédition : Marchand, les 14 autres militaires français — expressément nommés, :
- Capitaine [Joseph Marcel] Germain[a]
- Capitaine [Albert] Baratier[b]
- Lieutenant [Charles] Mangin[c]
- Lieutenant [Victor Emmanuel] Largeau[d]
- Lieutenant Simon
- Lieutenant [Pierre Félix] Fouque[e]
- Médecin de marine [Jules] Emily
- Enseigne de vaisseau [Alfred] Dyé[f]
- Interprète [Moïse] Landeroin
- Adjudant de Prat
- Sergent [Adrien André] Bernard[g]
- Sergent [Georges Yvon] Dat[h]
- Sergent [Ernest Henri] Venail[i]
- Second-maître [Augustin] Souyri

et les 152 tirailleurs sénégalais, non nommés.
Sous le bouclier, gravés dans la pierre, sont mentionnées les participations militaires de Marchand : Sénégal, Soudan, Côte d'Ivoire, Congo, Nil, Chine et Grande Guerre 1914–1918.

## Historique
La mission Congo-Nil est une expédition française menée par le commandant Jean-Baptiste Marchand entre 1896 et 1898, afin de rejoindre le Nil depuis le Congo français. L'expédition se termine à Fachoda au Soudan (actuel Soudan du Sud), par suite d'une reculade diplomatique française face à l'avancée britannique, Marchand recevant l'ordre d'évacuer l'endroit.
Le monument aurait été érigé en 1934 à la mort de Jean-Baptiste Marchand,, en face de l'ancien musée des Colonies (actuel palais de la Porte-Dorée) à un emplacement occupé en 1931 par l'exposition coloniale. Le monument à la gloire de l'expansion coloniale française, qui se trouvait là, a été déplacé sur l'esplanade du château de Vincennes pour laisser la place au monument à la mission Marchand.
L'érection d'une statue de Jean-Baptiste Marchand est décidée à la même époque. Réalisée par Léon Georges Baudry, elle n'est pas terminée avant 1949. Installée dans le square Van-Vollenhoven, tout proche, elle est détruite en 1983. L'attentat est revendiqué par l'Alliance révolutionnaire caraïbe (ARC), un groupe d'indépendantistes antillais ou guyanais,.
Le côté du monument est gravé des noms de Baudry et de l'architecte Roger-Henri Expert avec comme indication de date : 1939. Il ne fut cependant achevé qu'en 1949, en raison de l'interruption des travaux durant la Seconde Guerre mondiale.
Selon d'autres sources, la statue représentant le commandant Marchand, érigée sur le piédestal devant le bouclier, aurait été détruite à l'explosif par des militants anti-colonialistes dans les années 1960.[réf. nécessaire] Pendant un certain temps les deux jambes de Marchand sont restées les seuls vestiges de la statue, et le bouclier a longtemps porté les traces de cet attentat ; il a été déposé, débosselé et remis en place.
Depuis les années 1970, ce monument fait ponctuellement l'objet d'actions anti-colonialistes. Françoise Vergès le considère comme un « monument à un criminel de guerre » et plaide pour qu'il soit retiré de l'espace public,.